# Протестантизм в Румынии

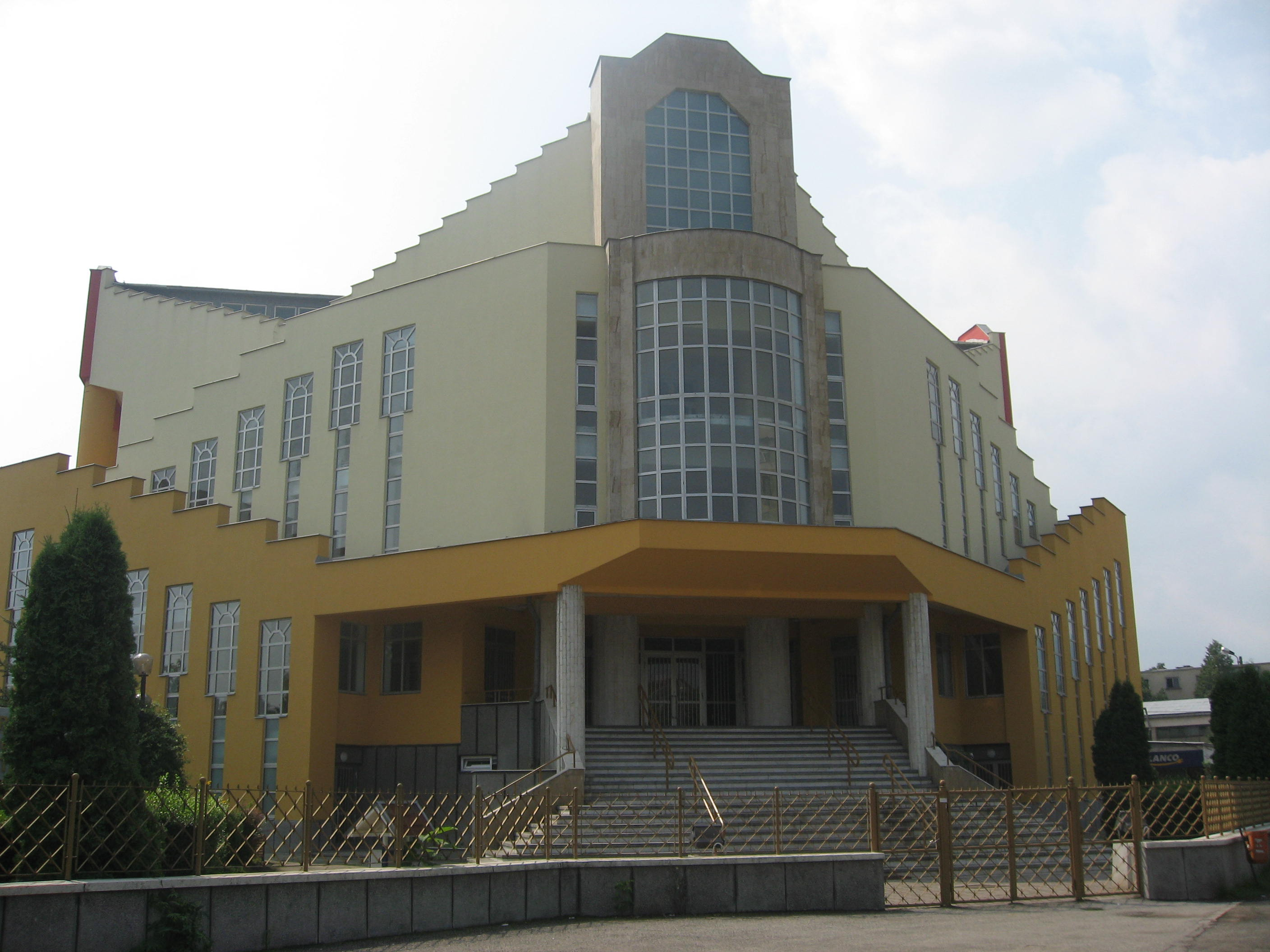
Протестантская церковь «Святой Троицы» в городе Дева

Протестантизм в Румынии — одно из направлений христианства в стране. По данным исследовательского центра Pew Research Center в 2010 году в Румынии проживало 1,35 млн протестантов, которые составляли 6,3 % населения этой страны. Существуют и более крупные оценки; так справочное издание «Операция мир» сообщает о 1,5 млн протестантах (6,8 % населения; 2001 год), «Энциклопедия религий» Дж. Мелтона насчитала 1,9 млн протестантах (9 % населения; 2010 год). Согласно государственной переписи населения 9 крупнейших протестантских конфессий объединяли 6,9 % населения Румынии.
В 2001 году в Румынии действовало 7,6 тыс. протестантских приходов.
Этнически, большинство протестантов в этой стране являются румынами. Протестанты составляют большинство среди живущих в Румынии венгров, немцев (включая трансильванских саксов) и англичан. Растущую группу верующих евангельских церквей представляют обращённые в протестантизм цыгане.

## Исторический обзор

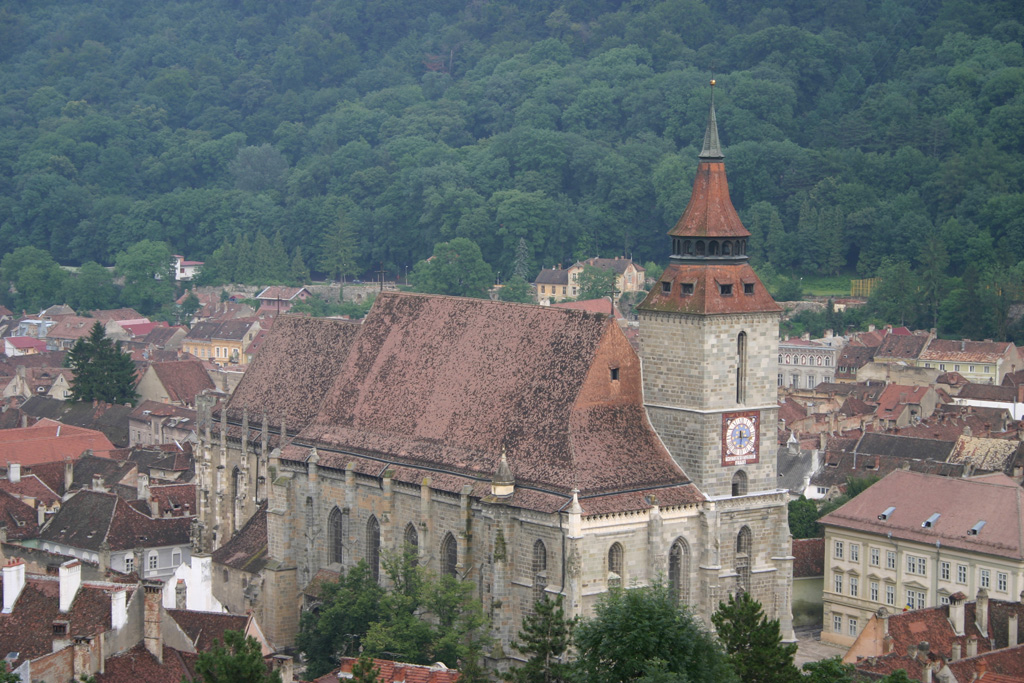
«Чёрная церковь» в Брашове (1383—1477), принадлежащая лютеранам

Описание истории румынского протестантизма осложняется значительными переменами границ, происходивших на протяжении веков. Уже в 1520-е годы на территории Трансильвании распространяется лютеранство. Спустя десятилетие здесь же ведут проповедь реформаты. Приверженцы обеих групп работали вместе до 1564 года, когда были созданы отдельные реформатская и лютеранская церкви. Обе церкви получили широкое распространение среди немецкоязычного населения края; впоследствии реформатство распространилось и среди венгров Трансильвании.
Между 1564 и 1568 годах на территории Румынии появилась ещё одна протестантская (антитринитарная в вероучении) Унитарианская церковь. На некоторое время Трансильвания стала домом этой конфессии.
В следующем XVII веке покровителями трансильванских протестантов выступили ряд князей, в первую очередь Габор Бетлен. В 1622 году Бетлен открыл в Алба-Юлии протестантскую духовную академию, а также поощрял трансильванских студентов к обучению в Англии, Голландии и Германии.
Первая англиканская община появилась в Румынии в 1841 году.

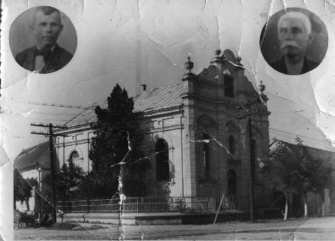
Венгерская баптистская церковь в Салонте

Первым румынским баптистом считают Карла Шаршмидта, который поселился в 1856 году в Бухаресте. Первая баптистская церковь появилась в Бухаресте в 1863 году и состояла из членов немецкой баптистской общины, бежавших с Украины. В 1875 году в Салонте была основана баптистская церковь среди венгров. К 1917 году в стране было 23 тыс. баптистов, из которых 11 тыс. были венграми, 10 тыс. румынами и 1 тыс. — немцами; к 1930 году в стране было 45 тыс. баптистов.
Первым адвентистским проповедником в Румынии был Михаел Чеховский, проповедовавший в стране в 1868-69 гг. Впоследствии, Томасу Аслану удалось обратить в адвентизм 12 человек. В 1890 году Людвиг Конради посетил Трансильванию и в результате его усилий в Клуже была основана адвентистская община. В 1899 году адвентисты переселенцы из России основали поселение Вииле Ной, близ Констанцы. Румынский унион церквей был создан в 1919 году и объединил 2 тыс. крещённых членов. К началу Второй мировой войны в Румынии было 13 тыс. членов церкви адвентистов седьмого дня.

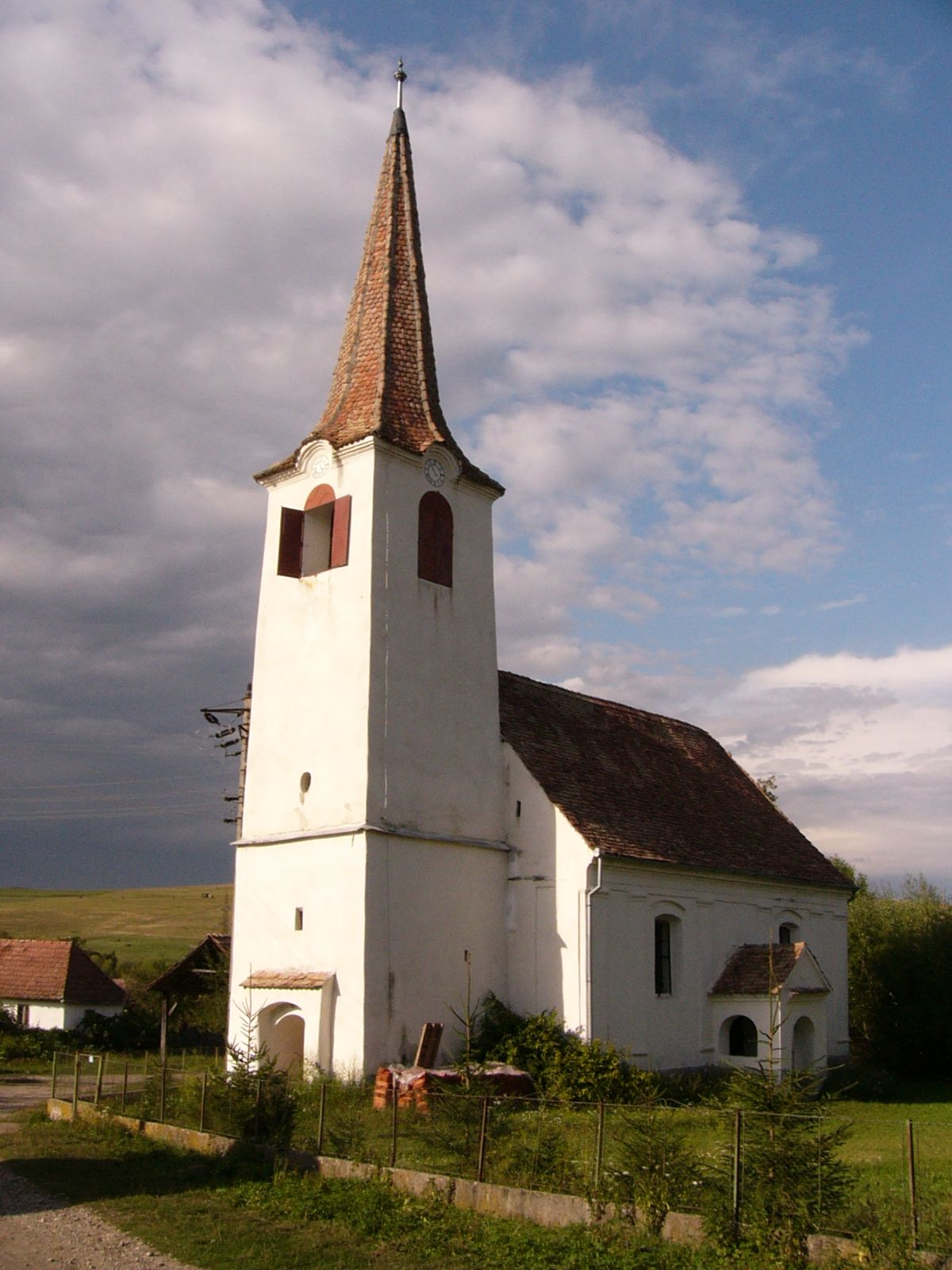
Унитарианский храм в коммуне Шимонешть

В 1896 году венгры-лютеране создали свою Евангелическо-лютеранскую церковь аугсбургского вероисповедания в Румынии.
В 1899 году в Бухаресте начали проповедь христианские братья. В 1920-х годах два православных священника (известный переводчик Библии Димитру Корнилеску, избранный в список ста величайших румын и Теодор Попеску) основали евангельское движение, признанное в 1927 году правительством как «христиане по Писанию». Чуть позже, в 1933 году государство зарегистрировало и общины христианских братьев (под именем «христиане по Евангелию»). В 1939 году под давлением властей обе церкви объединились в одну, несмотря на значительные расхождения в богословии. Начиная с 1989 года движение раскололось на две группы — Церковь евангельских христиан (плимутские братья) и Румынскую евангельскую церковь (бывшие «Христиане по Писанию»).
Первые пятидесятники появились в Румынии после Первой мировой войны. Так в 1918 году в Викову-де-Сус вернулся Нишу Константин, обращённый русскими пятидесятниками. В том же году Филарет Ротару, вернувшийся из США, проповедовал пятидесятничество на севере страны. Однако массовой распространение пятидесятничества в Румынии связано с именем Георге Брадина (1895—1962). Баптист Брадин получил по почте литературу, рассказывающую о пятидесятническом пробуждении в США и весьма заинтересовался учением об исцелении — его жена Персида была больна туберкулёзом. После исцеления Персиды Брагин основывает пятидесятническую церковь и устанавливает контакты с пятидесятнической Церковью Бога в США. В 1950 году церкви пятидесятников получили юридический статус и были зарегистрированы под именем Апостольская церковь Божья.

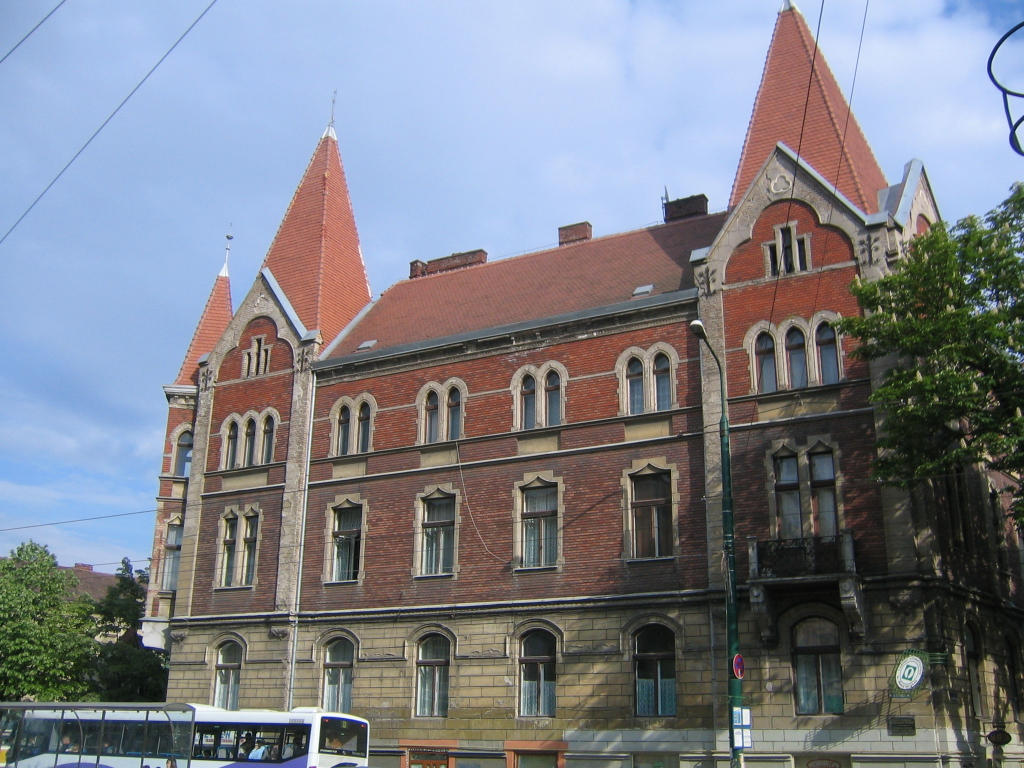
Реформатский приход в Тимишоаре, откуда началась румынская революция 1989 года

В 1930-е годы, на волне демократических реформ, протестантские конфессии заметно увеличили число своих последователей. Установление фашистской диктатуры Антонеску и начавшаяся Вторая мировая война свели на нет многие усилия протестантов. В ходе коммунистического правления Чаушеску служение евангельских церквей было строго ограничено, многие евангельские верующие оказались в заключении. Мировую известность приобрёл политзаключённый и лютеранский пастор еврейского происхождения Ричард Вурмбрандт, которого потом румыны изберут в список ста величайших румын. Протестанты были одной из ключевых фигур начала румынской революции 1989 года, свергнувшей коммунистический режим Чаушеску. Фактически, началом революции стала попытка ареста реформатского пастора Тимишоары Ласло Тёкеша. Активную позицию во время волнений в Тимишоаре также заняла местная баптистская община, во главе с пастором Петру Дугулеску.
После демократической революции в стране начали служение ряд новых протестантских церквей — Ассамблеи Бога, Новоапостольская церковь и др. В 1999 году «лейтенанты» молдавской Армии Спасения Валерий и Виктория Лалак начали служение в Бухаресте. В следующем году «лейтенант» Галина Бурлаку основала служение среди цыган в Плоешти.

## Современное состояние

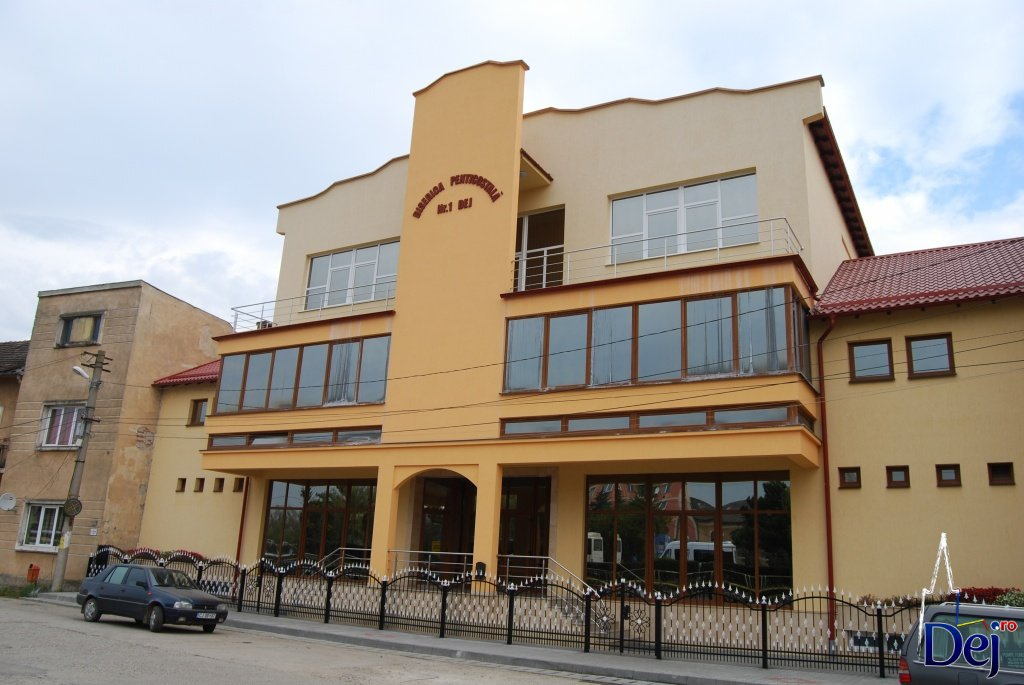
Первая пятидесятническая церковь в городе Деж

Реформатская церковь Румынии остаётся крупнейшей протестантской церковью в стране с 560 тыс. верующих. В начале 1980-х годов в Румынии было 600 тыс. реформатов; на пике своего влияния в середине 90-х годов церковь сообщала о 800 тыс. верующих. В настоящее время число реформатов сокращается, в первую очередь в связи с сокращением населения самой Румынии, вызванным эмиграцией из страны.
Динамично растущую группу протестантов представляют пятидесятники (450 тыс.). Так, если в начале 1980-х годов прихожанами пятидесятнических церквей были 50 тыс. человек, то к 1989 году это число достигло 102 тыс., а к 2001 году — 297 тыс. Крупнейшей пятидесятнической церковью является Апостольская церковь Божья, являющаяся филиалом Церкви Бога. Устойчивый рост церкви зафиксировали государственный переписи населения — в 1992 году (221 тыс.), в 2002 (324 тыс.) и в 2011 (362 тыс.). Церковь является единственной среди крупных протестантских церквей, увеличившей число прихожан с 2002 по 2011 год; также церковь обладает самой молодой паствой — согласно переписи 2011 года средний возраст прихожан составляет 32 года. Ещё одним крупным пятидесятническим движением является Цыганское евангельское движение (30 тыс.). Другие пятидесятнические союзы в Румынии весьма малочисленны — это Реформированная пятидесятническая церковь (субботствующие пятидесятники; 5,8 тыс.), Ассамблеи Бога (53 церкви), Искупленная церковь (13 общин), Церковь Бога пророчеств (1 община), Церковь четырёхугольного Евангелия, неопятидесятническая церковь «Агапе» и др. Самый крупный пятидесятнический приход — Церковь «Елим» находится в Тимишоаре и насчитывает 6 тыс. прихожан.

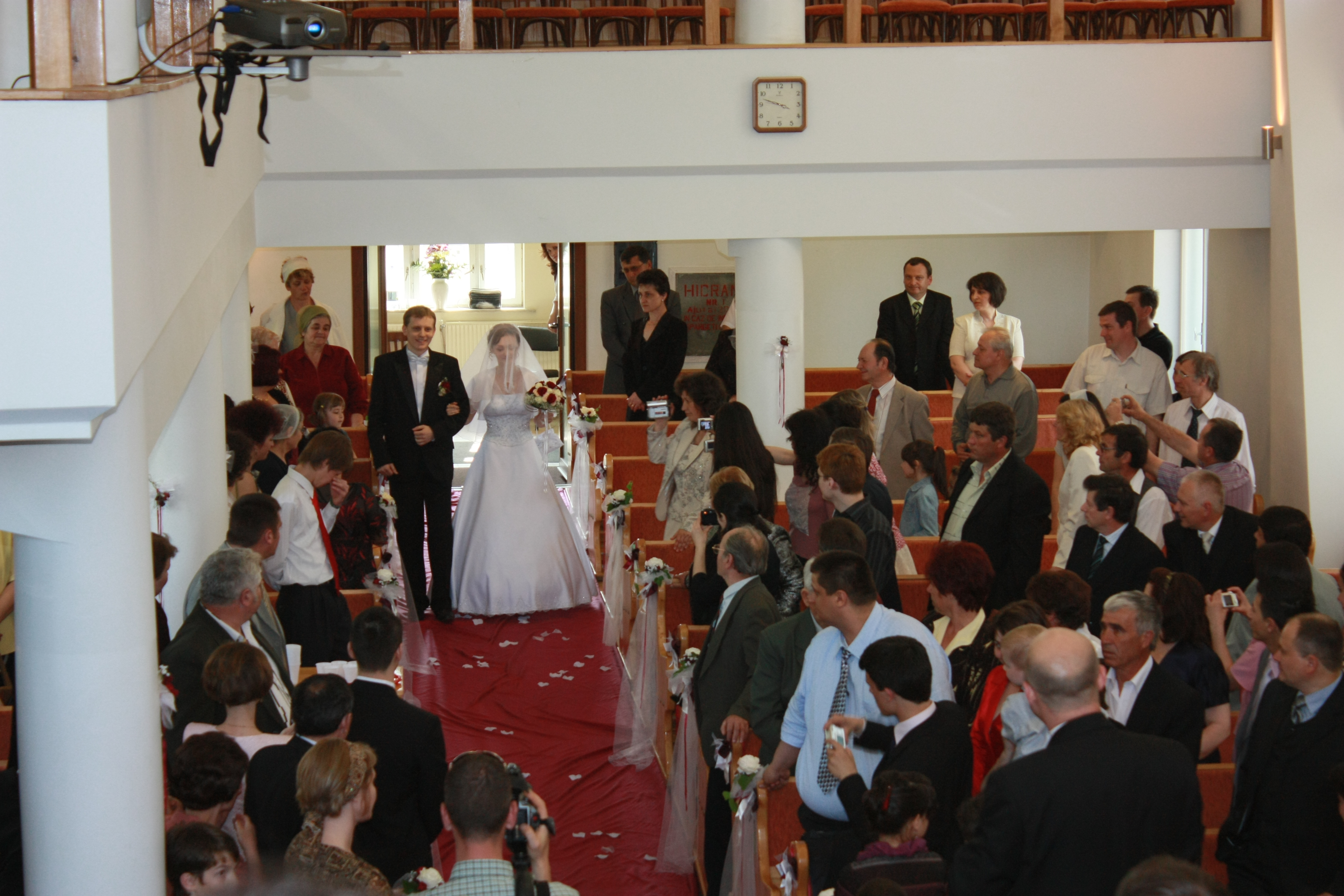
Обряд венчания в баптистской церкви «Благая весть» в Яссах

Баптисты (140 тыс.) представлены Баптистским союзом Румынии (99 тыс. членов в 1,9 тыс. церквей) и Венгерской баптистской конвенцией (8,9 тыс. крещённых членов и 258 церквей). На начало 1980-х годов в стране было 90 тыс. баптистов. Румынскую церковь «Эммануил» из города Орадя называют крупнейшей баптистской церковью континентальной Европы (3 тыс. крещённых членов); примечательно, что в Ораде также находится крупная венгерская баптистская церковь (1,1 тыс. членов).
Евангельское движение, поддерживающее контакты с плимутскими братьями представлены Церковью евангельских христиан (42,5 тыс.). Румынская евангельская церковь насчитывает 15,5 тыс. прихожан.

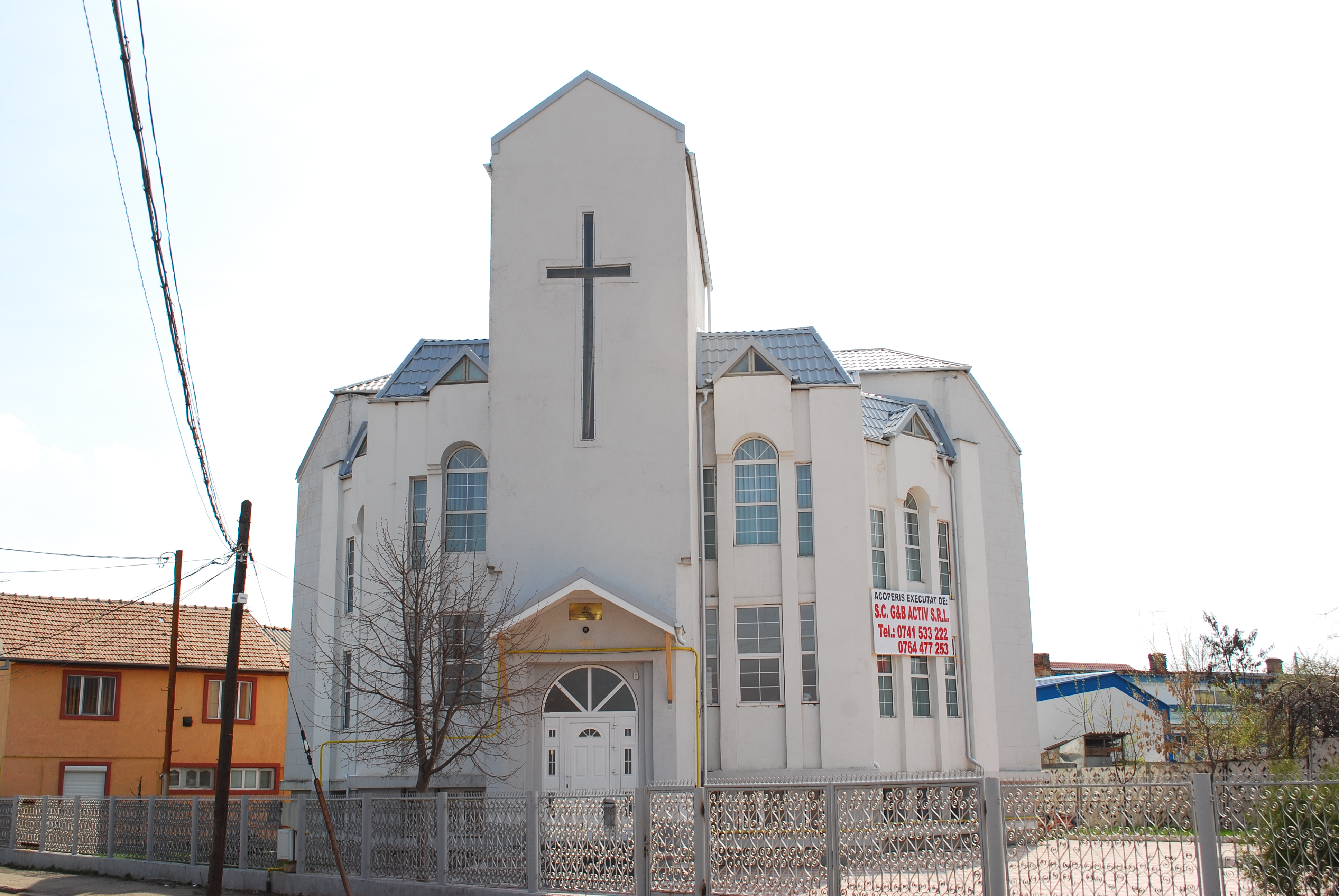
Храм адвентистов седьмого дня в Бузэу

Лютеране страны (44 тыс.) представлены двумя церквами — Евангелической лютеранской церковью Румынии (30,7 тыс.) и Евангелической церковью Аугсбургского исповедания (13,3 тыс.). Лютеране пережили драматическое снижение числа верующих со 166 тыс. верующих данной конфессии в 1989 году.
Прихожанами Унитарианской церкви являются 57 тыс. человек. Большинство из них — венгры, есть также небольшая часть румын и цыган. Церковь построила 141 молитвенное здание. Резиденция епископа находится в Клуж-Напоке.
Адвентисты седьмого дня достигли пика в 2000 году, когда членами церкви было 73,5 тыс. человек; однако к концу 2012 года число крещённых членов церкви сократилось до 67 тыс. В Румынии также действуют общины Адвентистов седьмого дня реформационного движения.
Среди других групп следует назвать Новоапостольскую церковь, англикан, назарян (3 церкви и 185 прихожан), методистов (100 человек), Армию спасения.

## Экуменические связи
Три румынские церкви — Реформатская церковь Румынии, Евангелическая лютеранская церковь Румынии и Евангелическая лютеранская церковь аугсбургского исповедания являются членами Всемирного совета церквей. В стране также действует Национальный совет церквей, работает межконфессиональное Библейское общество Румынии. Многие консервативные церкви входят в Румынский евангельский альянс, являющийся подразделением Всемирного евангельского альянса.